# امپریپولسیس
امپریپولسیس (انگلیسی: Emperipolesis)به حضور یک سلول سالم و دست‌نخورده در سیتوپلاسم سلول دیگر گفته می‌شود. این اصطلاح از ریشه یونانی گرفته شده است، جایی که «en» به معنای «داخل» و «peripoleomai» به معنای «چرخیدن» است.
امپریپولسیس یک فرایند زیستی نادر است که می‌تواند فیزیولوژیک (طبیعی) یا پاتولوژیک (بیمارگونه) باشد.
این فرایند با پریپولسیس مرتبط است، که به اتصال یک سلول به سلول دیگر اشاره دارد.
امپریپولسیس با فاگوسیتوز متفاوت است. در فاگوسیتوز، سلول بلعیده‌شده توسط آنزیم‌های لیزوزومی ماکروفاژ از بین می‌رود. اما در امپریپولسیس، سلول بلعیده‌شده زنده باقی می‌ماند و می‌تواند در هر زمانی بدون ایجاد آسیب ساختاری یا عملکردی برای هیچ‌یک از سلول‌ها از سلول دیگر خارج شود.